# Apple Wireless Keyboard

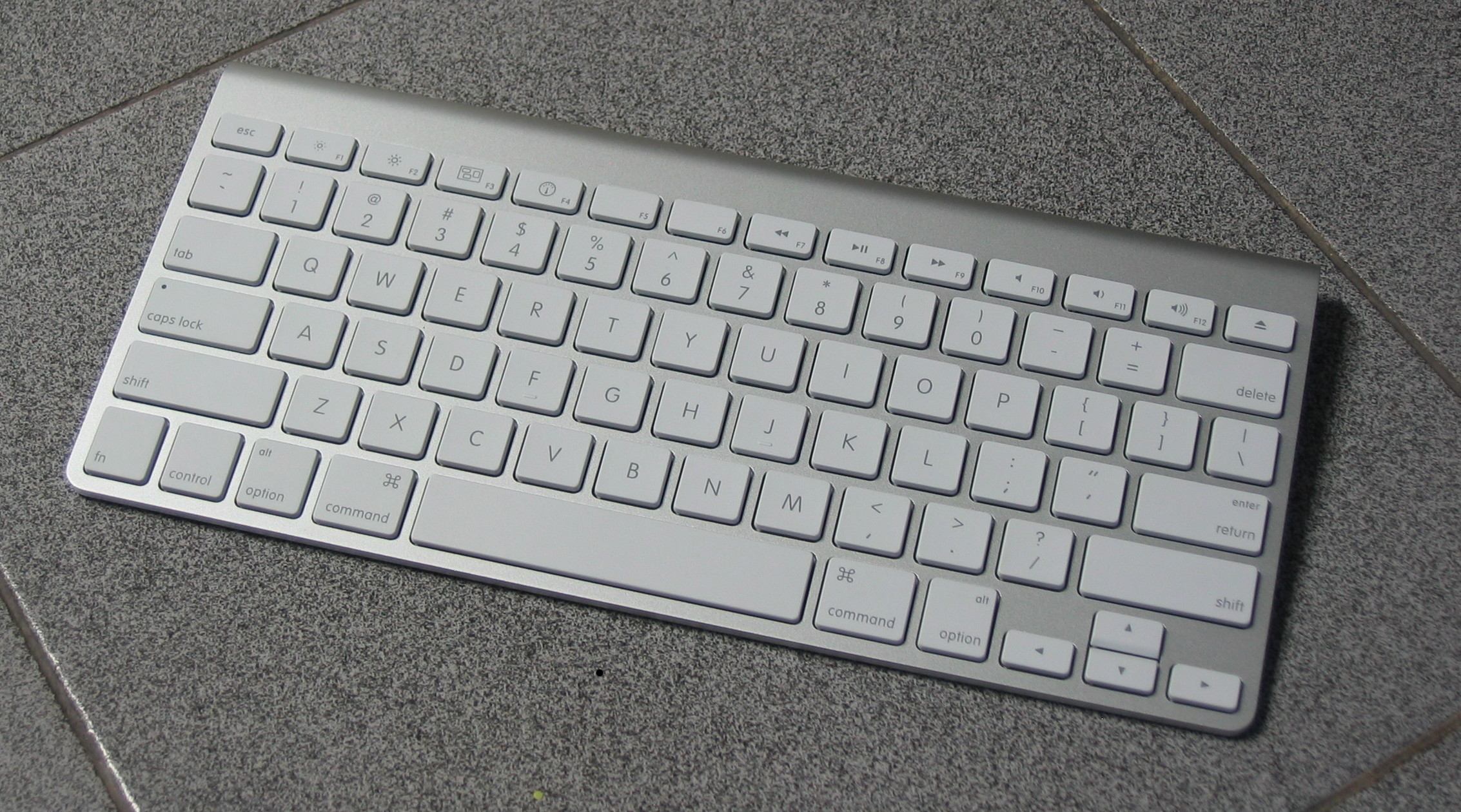
Apple Wireless Keyboard

Apple Wireless Keyboard – bezprzewodowa klawiatura firmy Apple. Została stworzona głównie dla komputerów Macintosh. Łączy się z komputerem za pomocą Bluetooth. Istnieje również wersja dokująca kompatybilna z iPadem, iPhonem oraz iPodem Touch.

## Historia
Wireless Keyboard została zaprezentowana 16 września 2003 na Apple Expo. Klawiatura była zasilana czterema bateriami typu AA. 
7 sierpnia 2007 Apple wypuścił całkowicie przeprojektowany model Wireless Keyboard. Nowa klawiatura była cieńsza od poprzednika i zyskała aluminiową obudowę. Kolejną innowacją były nowe klawisze funkcyjne. Usunięte zostały klawisze numeryczne. W tej wersji potrzebne są 3 baterie typu AA.
W październiku 2009 ukazała się nieco zmodyfikowana wersja klawiatury. Potrzebne są jedynie 2 baterie typu AA. Mimo że klawiatura jest stworzona głównie dla komputerów Macintosh, można stosować ją w komputerach z systemem Windows, pod warunkiem że komputer posiada bluetooth i będzie odpowiednio skonfigurowany.